# Kapelle (Erdbach)

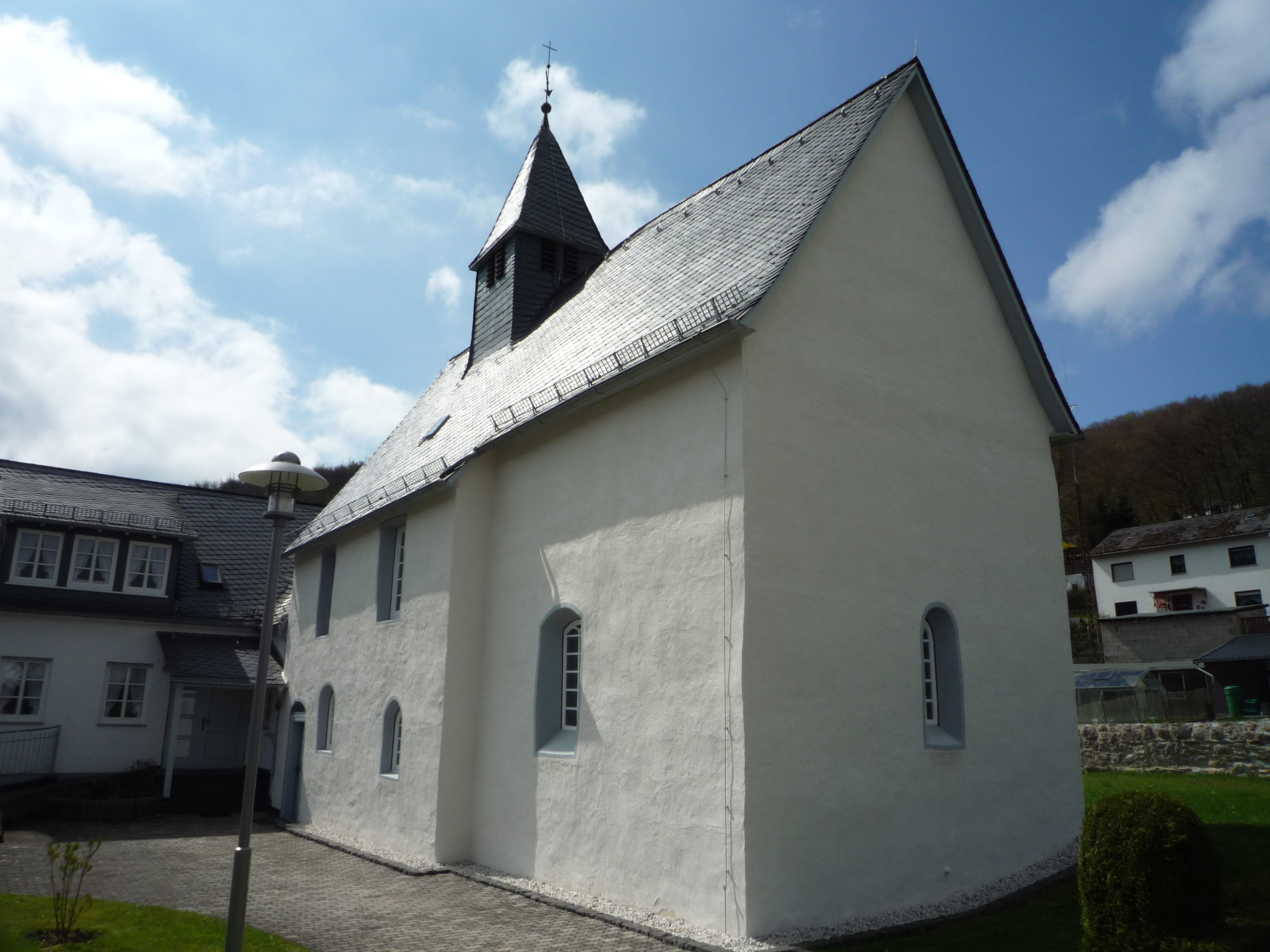
Kapelle Erdbach

Die Evangelische Kapelle Erdbach ist ein denkmalgeschütztes Kirchengebäude, das in Erdbach steht, einem Ortsteil der Gemeinde Breitscheid im Lahn-Dill-Kreis (Hessen). Die Kapelle gehört zur Kirchengemeinde Schönbach im Dekanat an der Dill in der Propstei Nord-Nassau der Evangelischen Kirche  in Hessen und Nassau.

## Beschreibung
Aus dem Satteldach, das das Kirchenschiff und den schmaleren Chor gemeinsam bedeckt, erhebt sich ein quadratischer, schiefergedeckter Dachreiter, auf dem ein Pyramidendach sitzt. An die Kapelle ist im Westen ein Wohnhaus angebaut. Die Wandmalereien im Chor stammen aus der 1. Hälfte des 16. Jahrhunderts, die Deckenmalerei hat Georg Ernst Justus Kayser 1788 ausgeführt. Auch die Wandmalereien im Kirchenschiff stammen von ihm. Ferner hat er auch die Brüstungen der dreiseitigen Emporen bemalt. Die Kanzel wurde 1670 gebaut.